# فورد ای‌یو فالکون
فورد ای‌یو فالکون (Ford AU Falcon) خودرویی است که در سال‌های ۱۹۹۸ تا ۲۰۰۲در استرالیا تولید شده‌است.
این خودرو در کلاس خودرو سایز بزرگ قرار گرفته و طراحی آن خودروهای موتور جلو-محور عقب بوده طول آن در حالت طبیعی ۴٬۹۰۷ میلیمتر (۱۹۳٫۲ اینچ) است. سیستم جعبه‌دندهٔ آن ۵ دنده به دو صورت خودکار و دستی است.

## نگارخانه

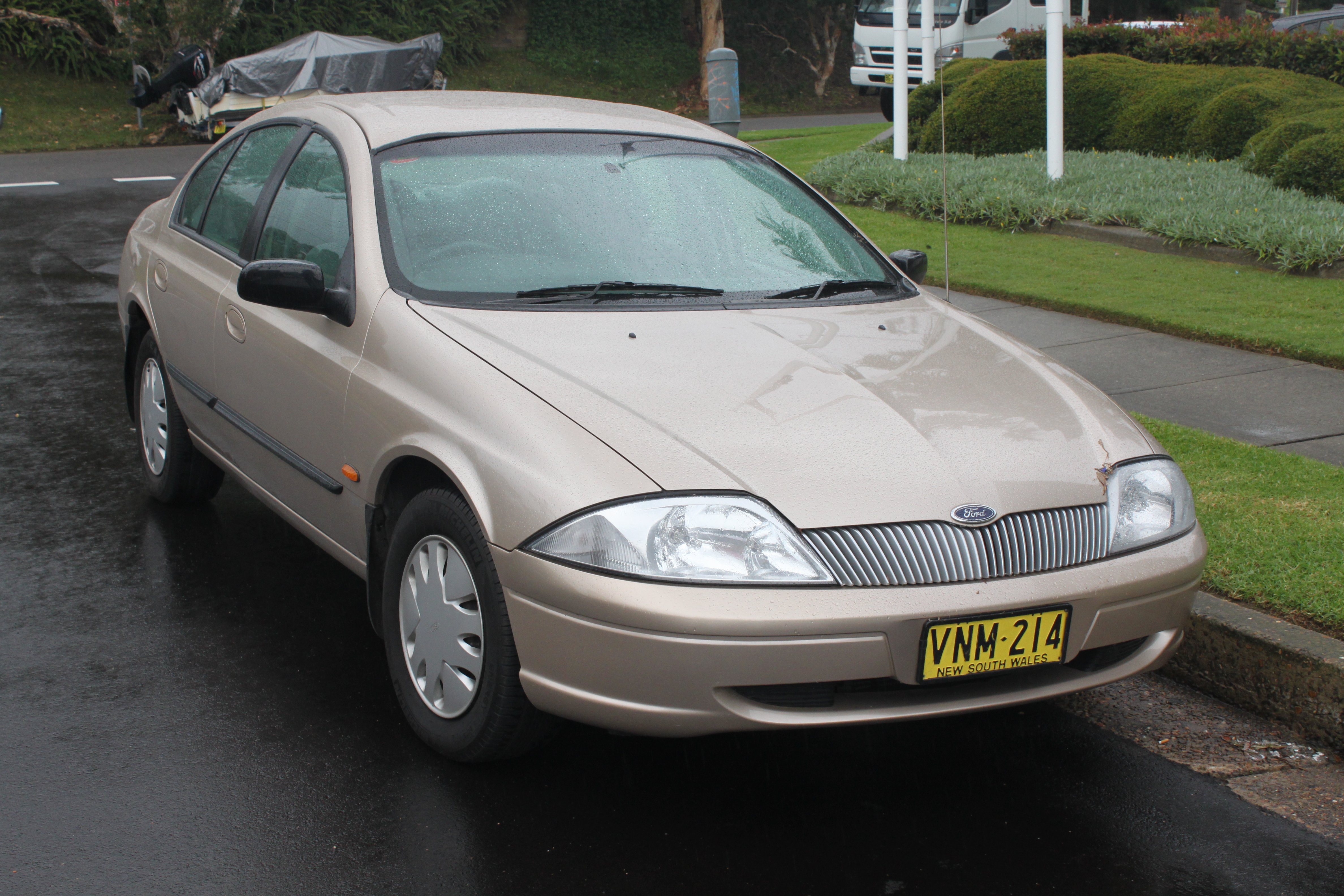
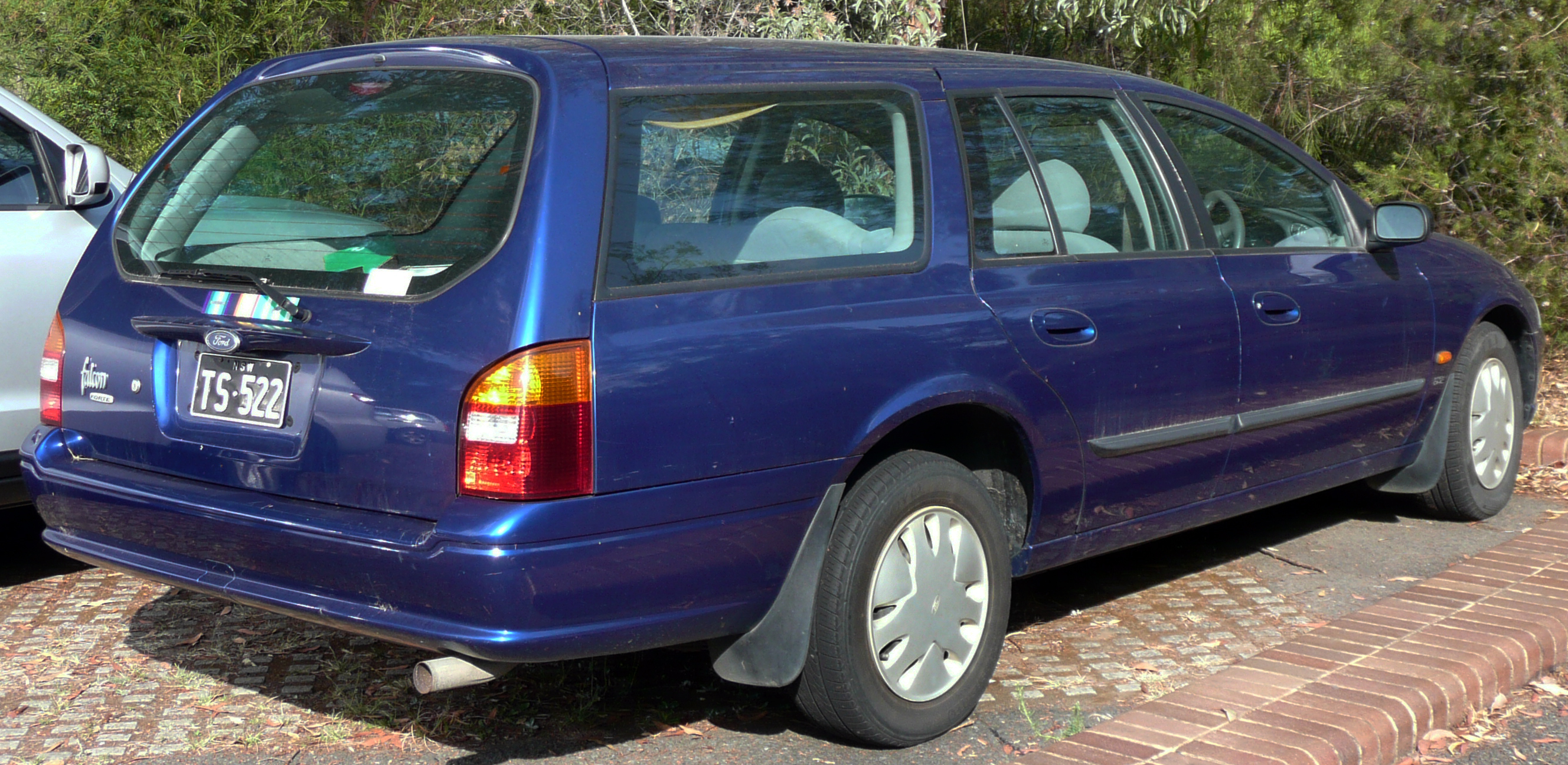
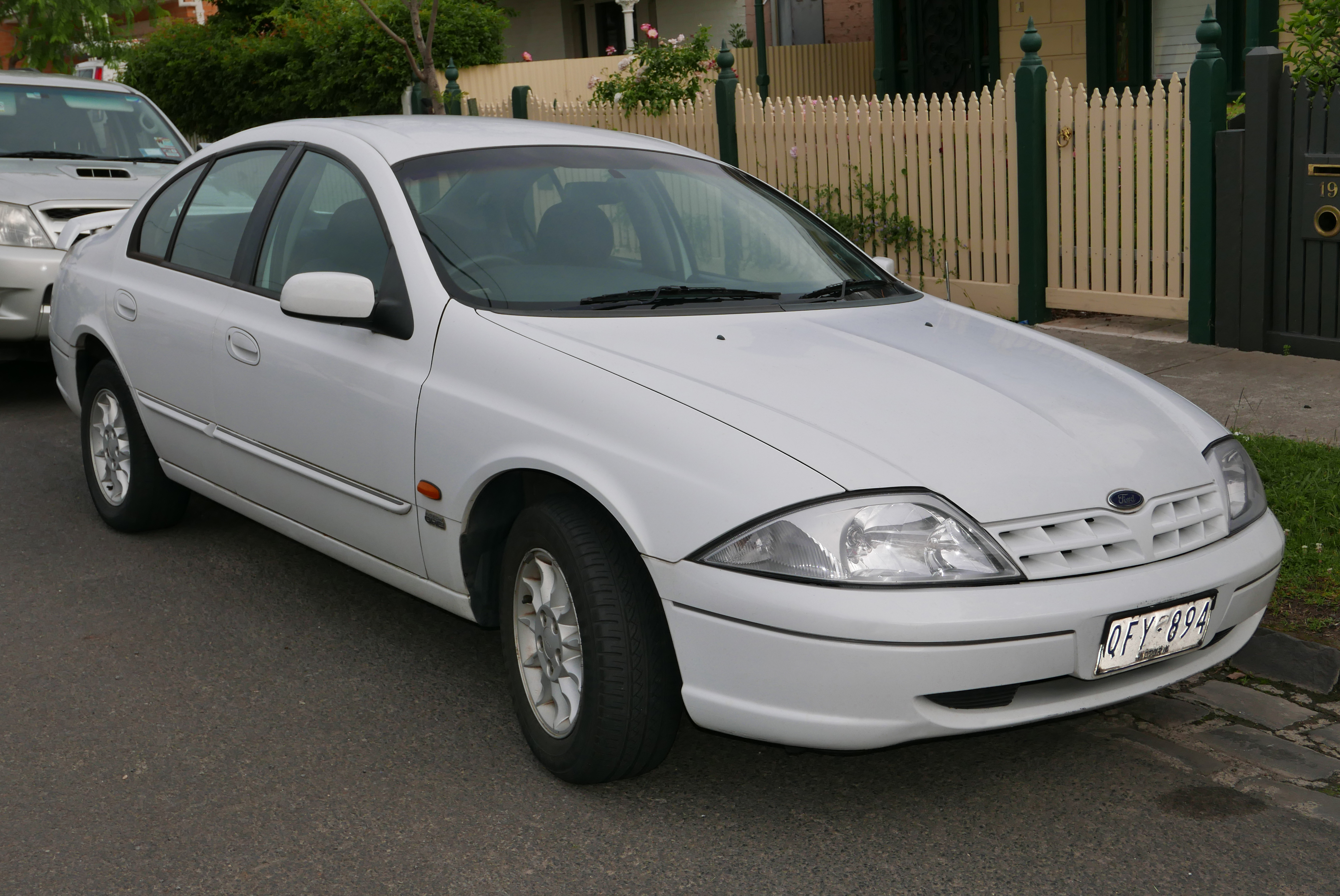
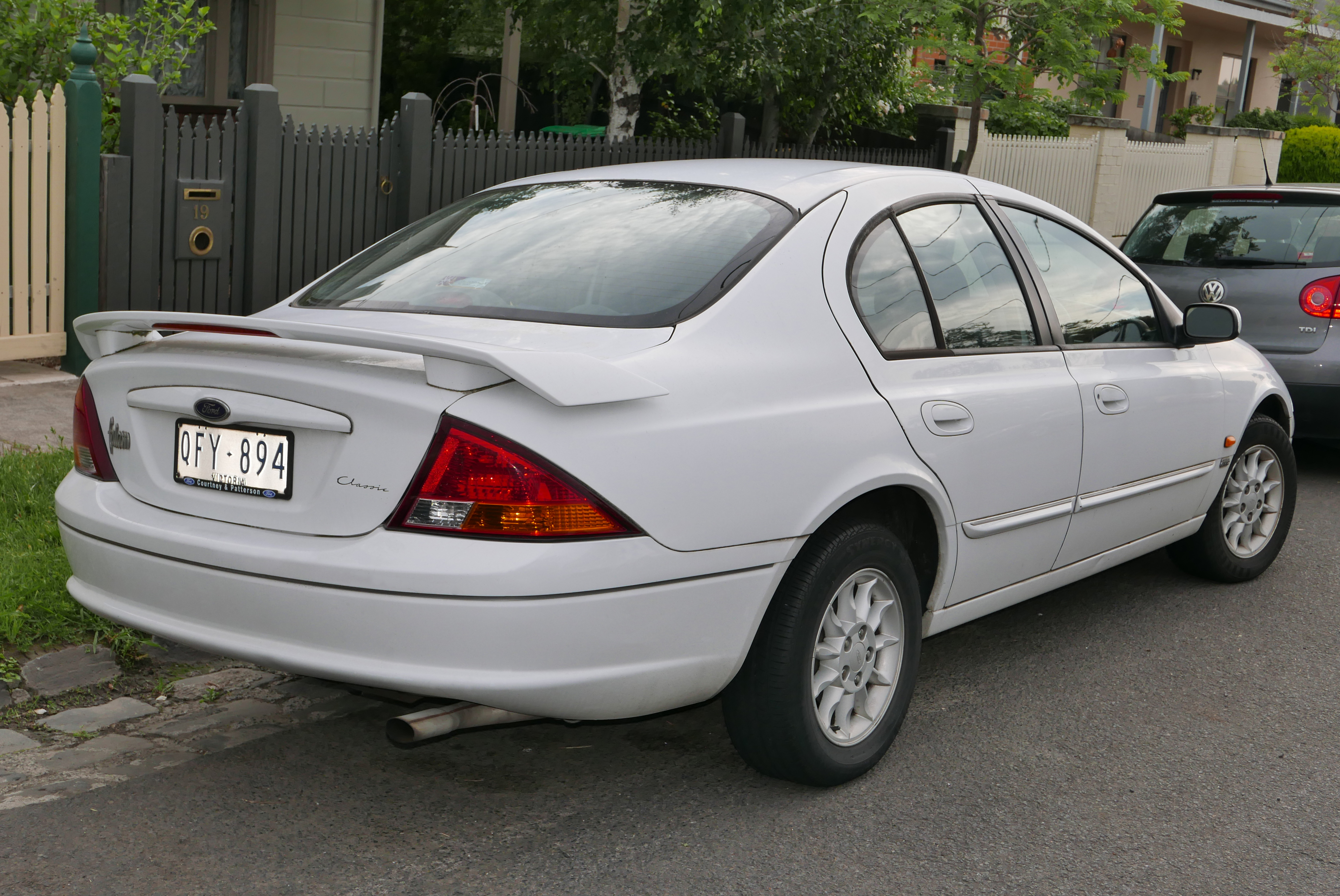
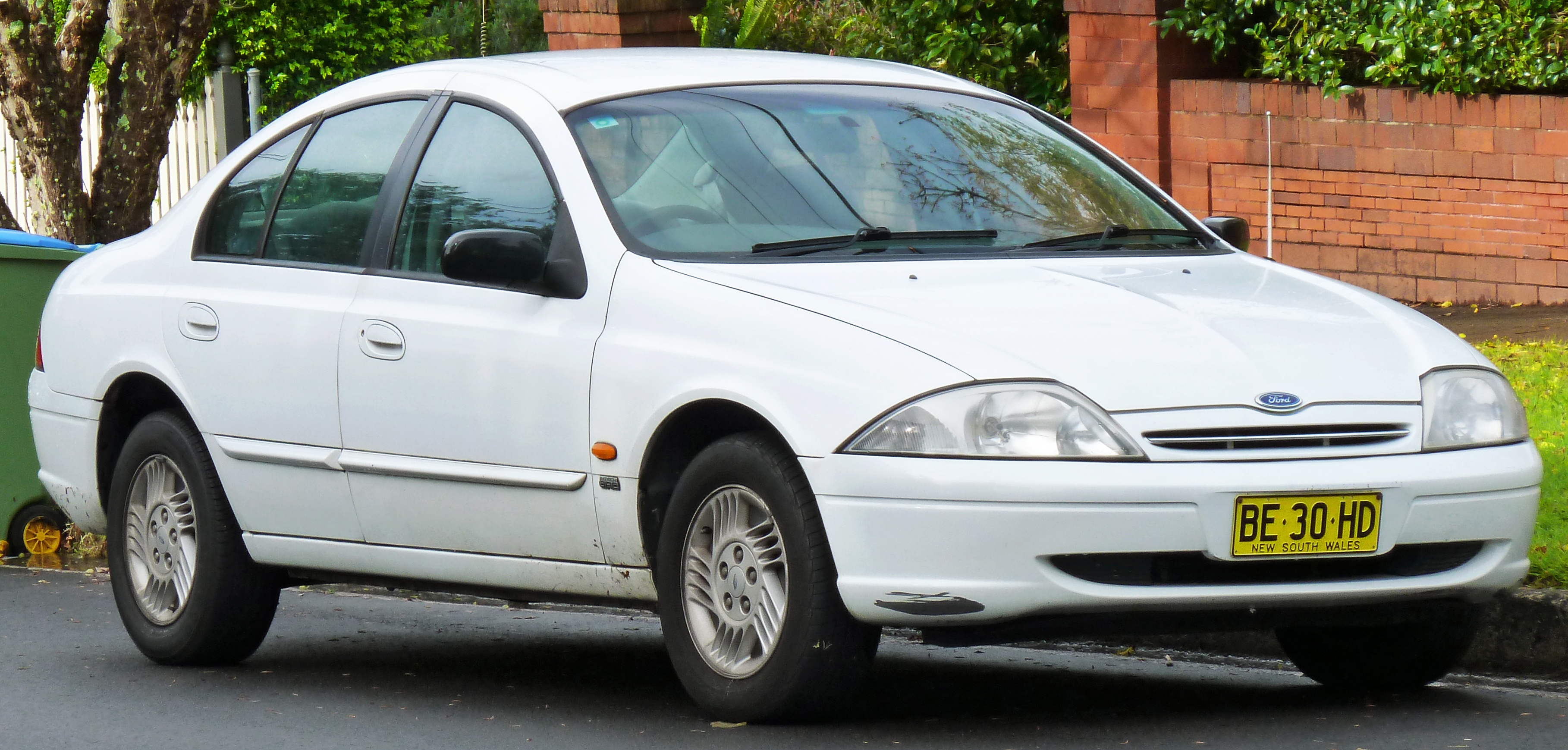
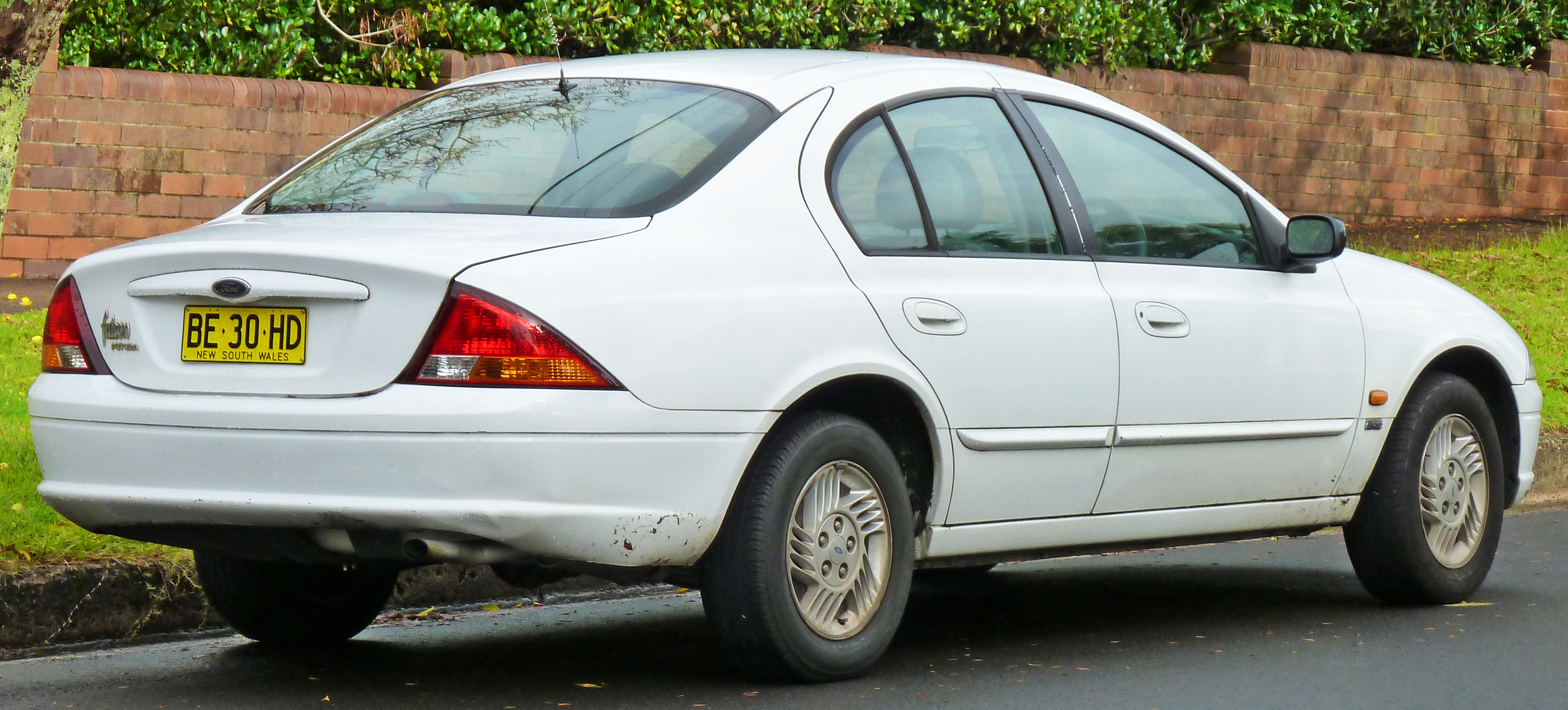
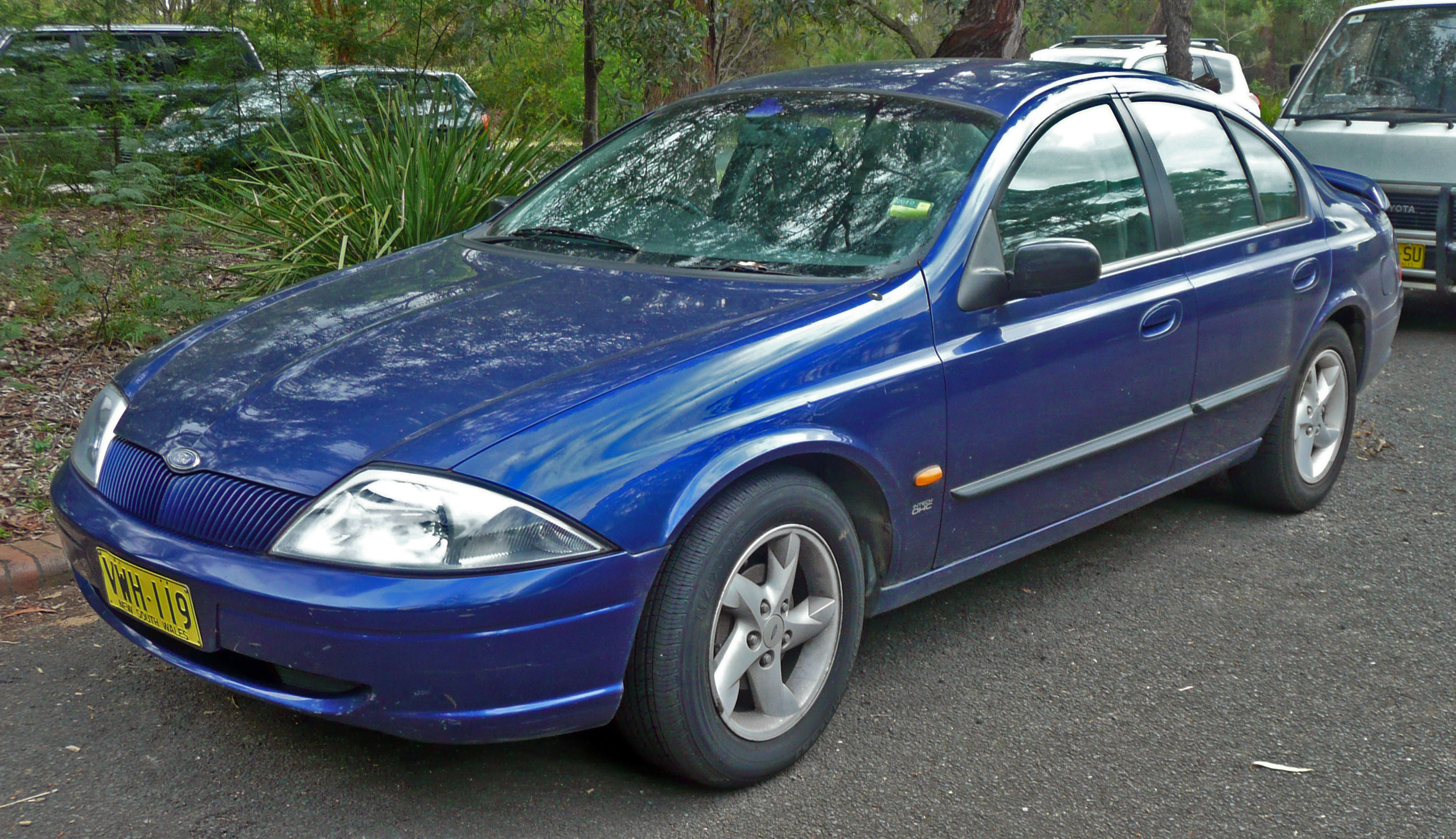
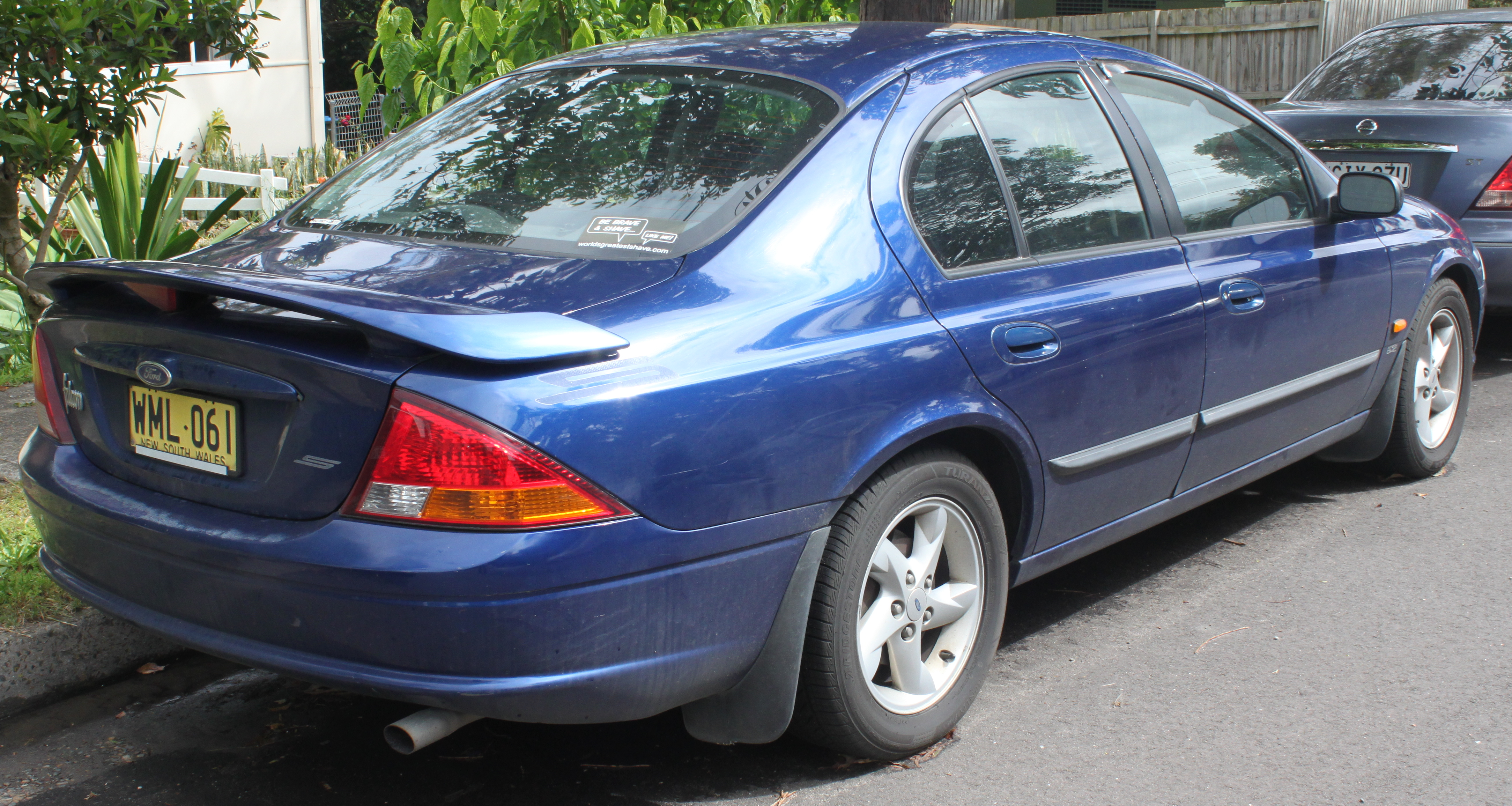
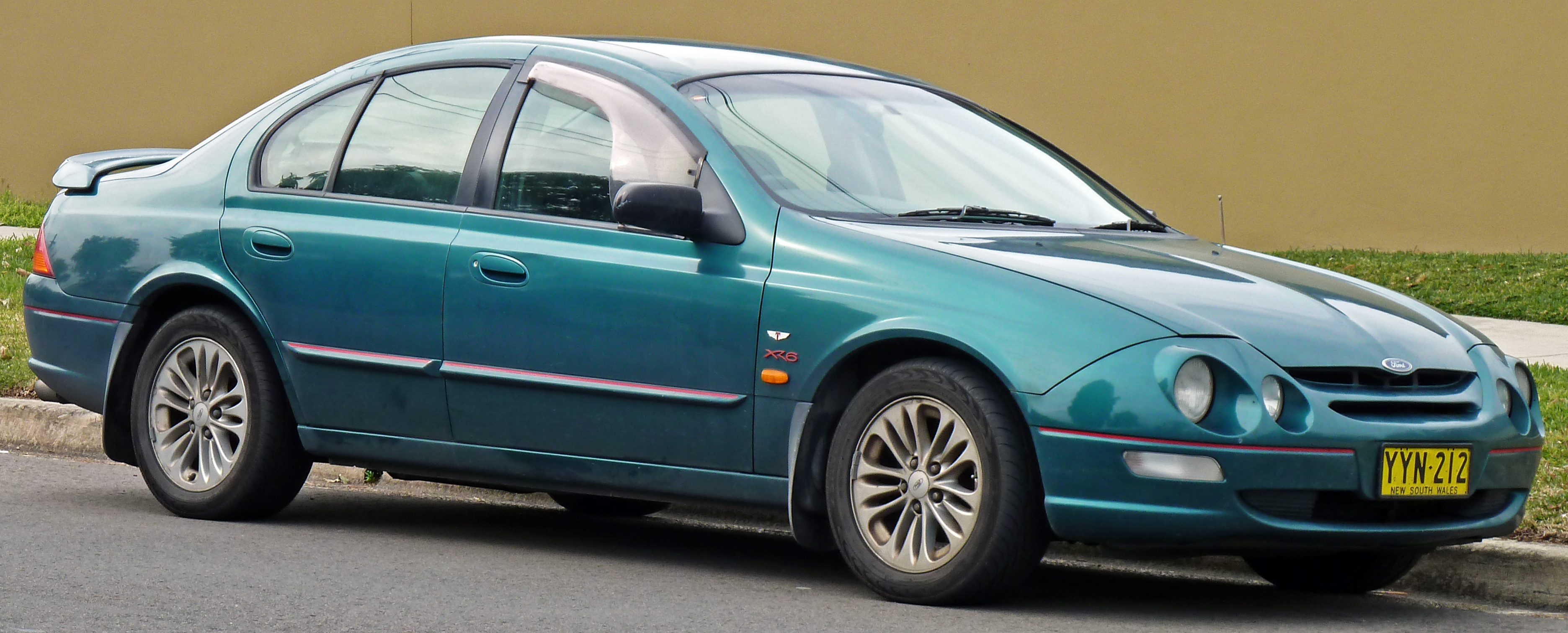
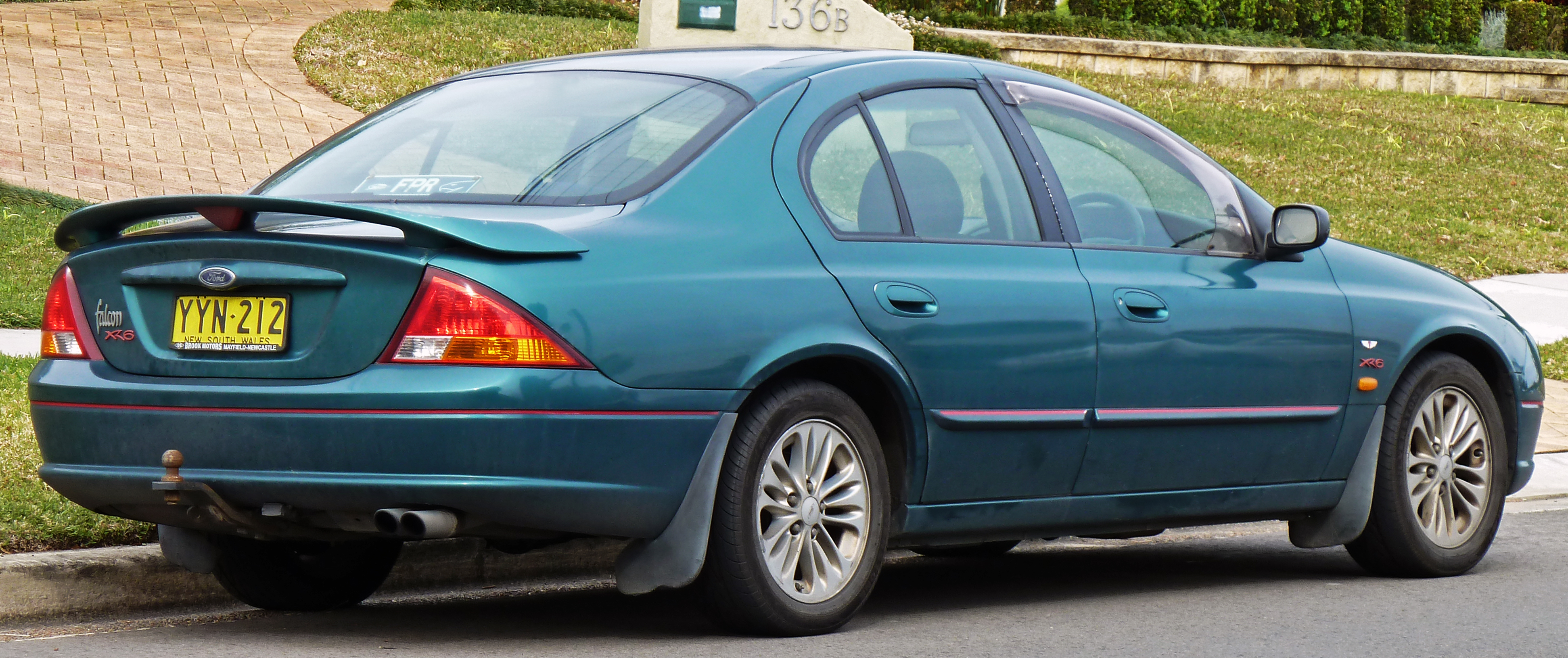
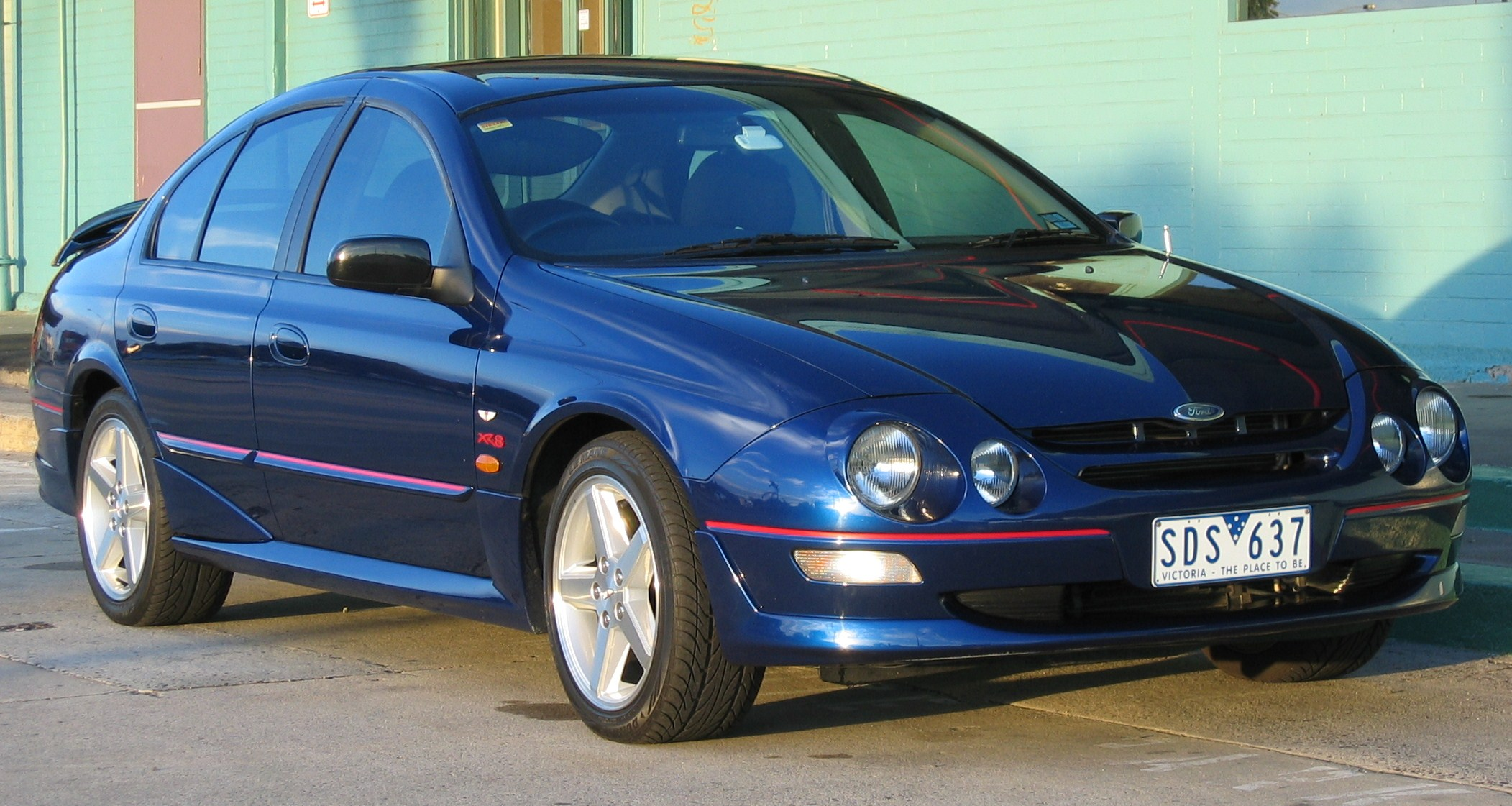
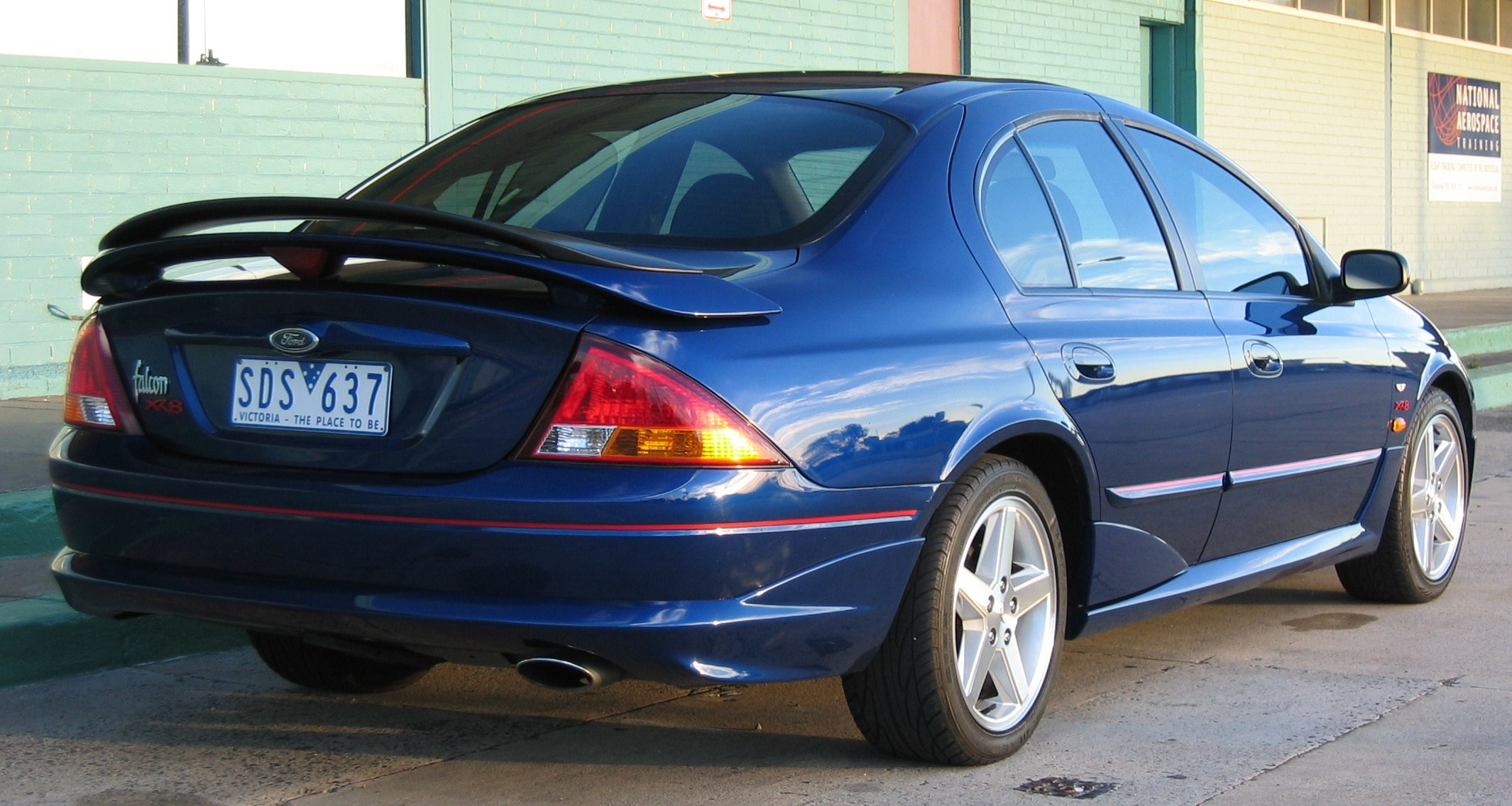
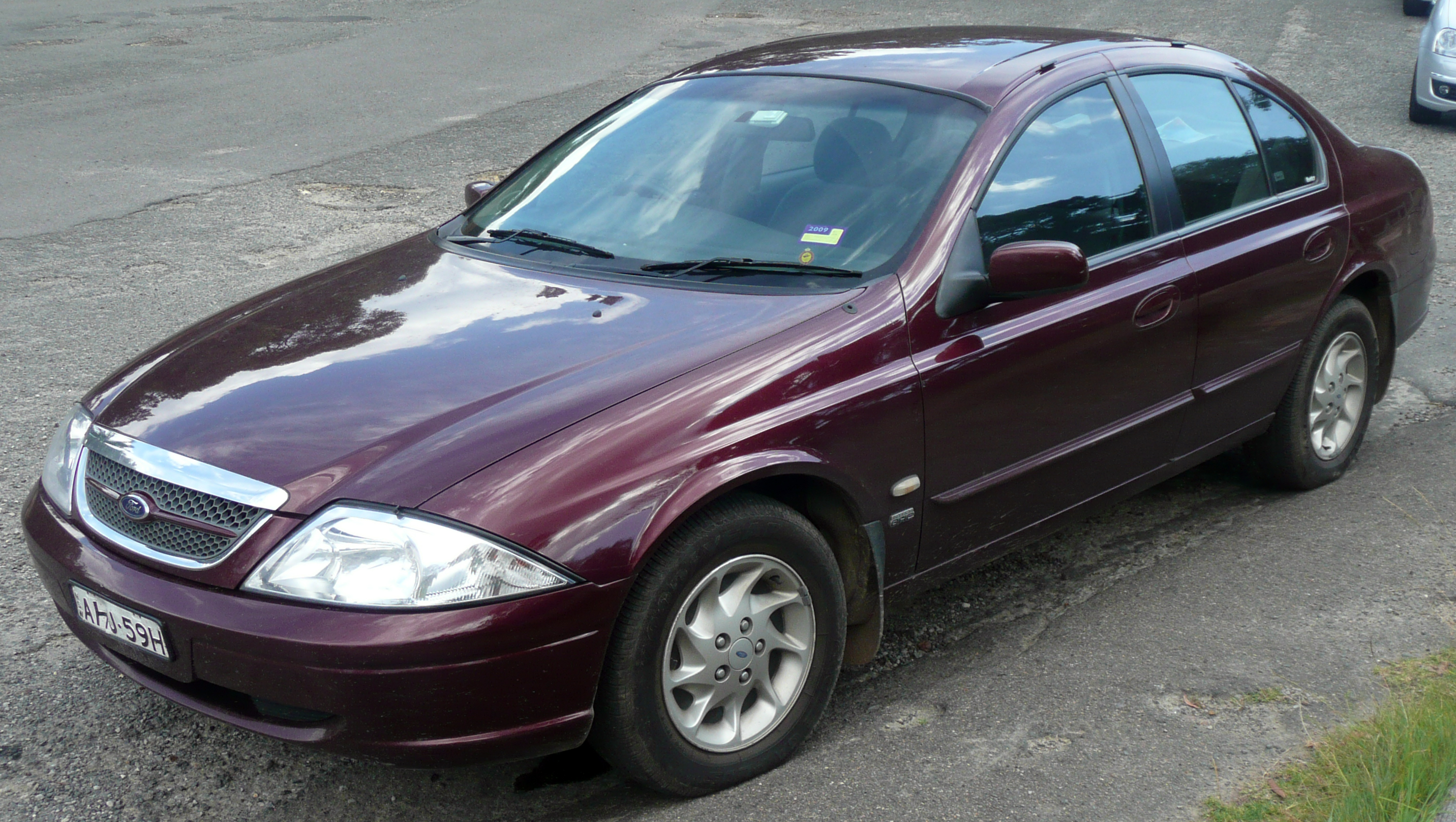
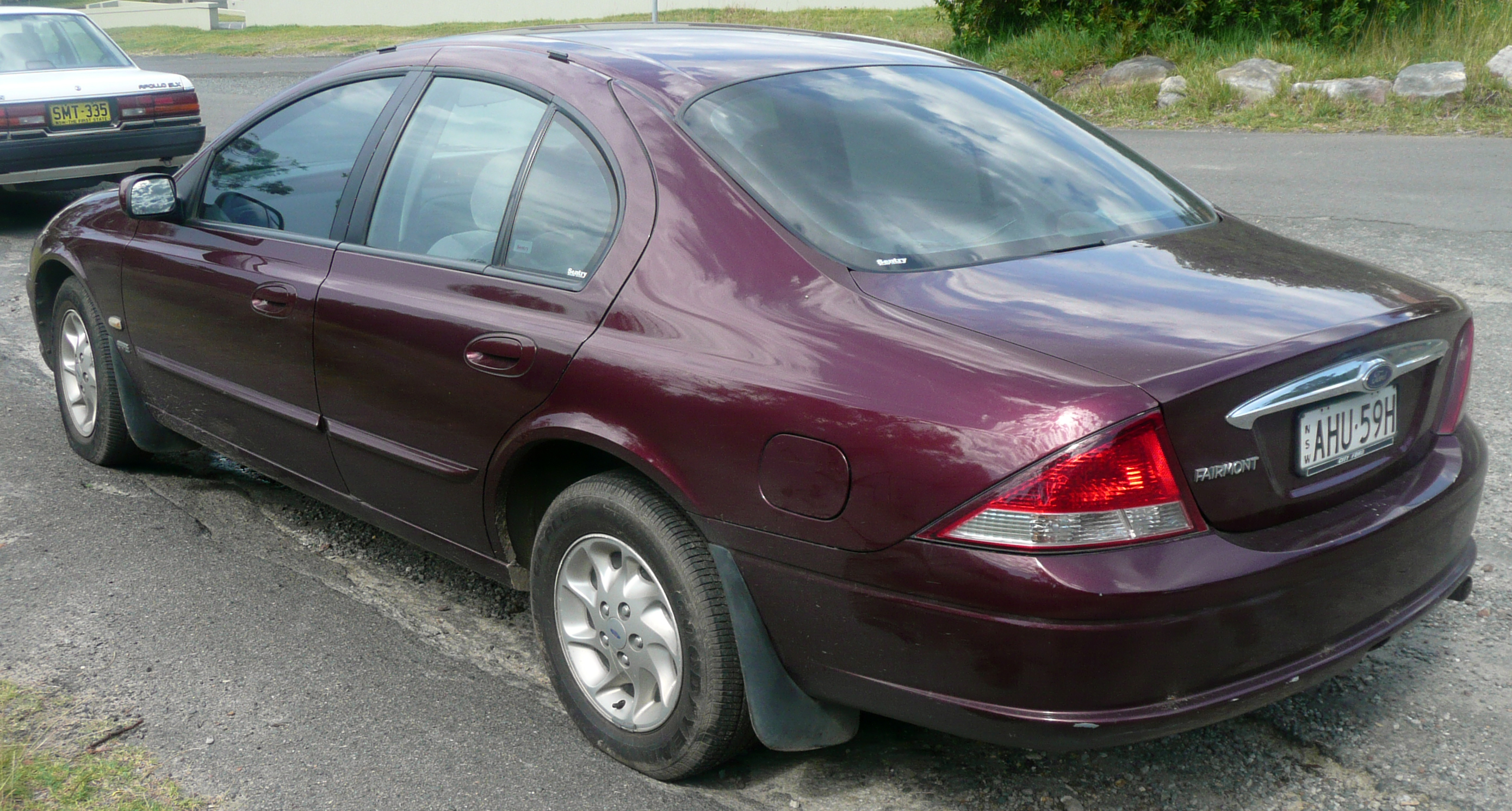
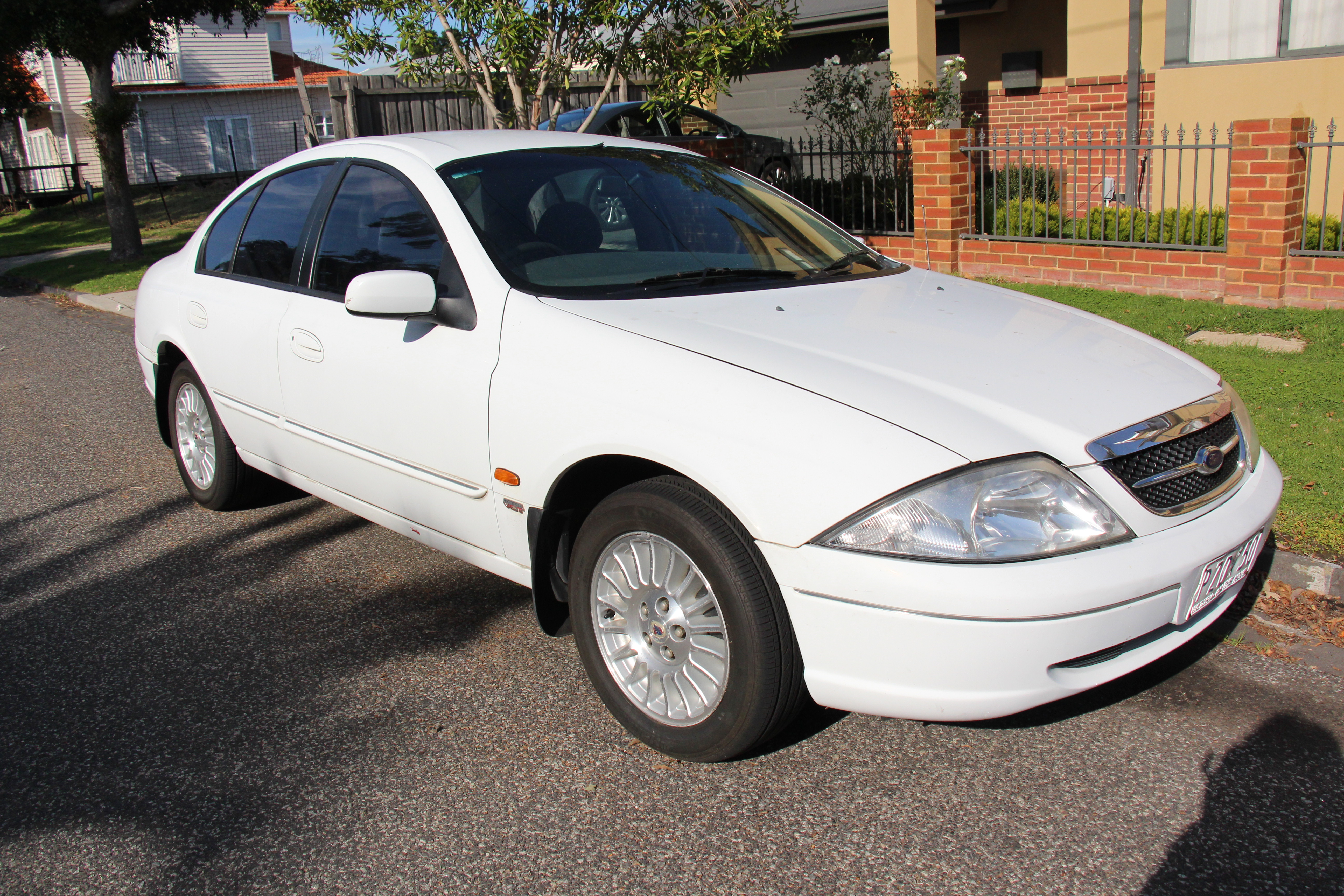
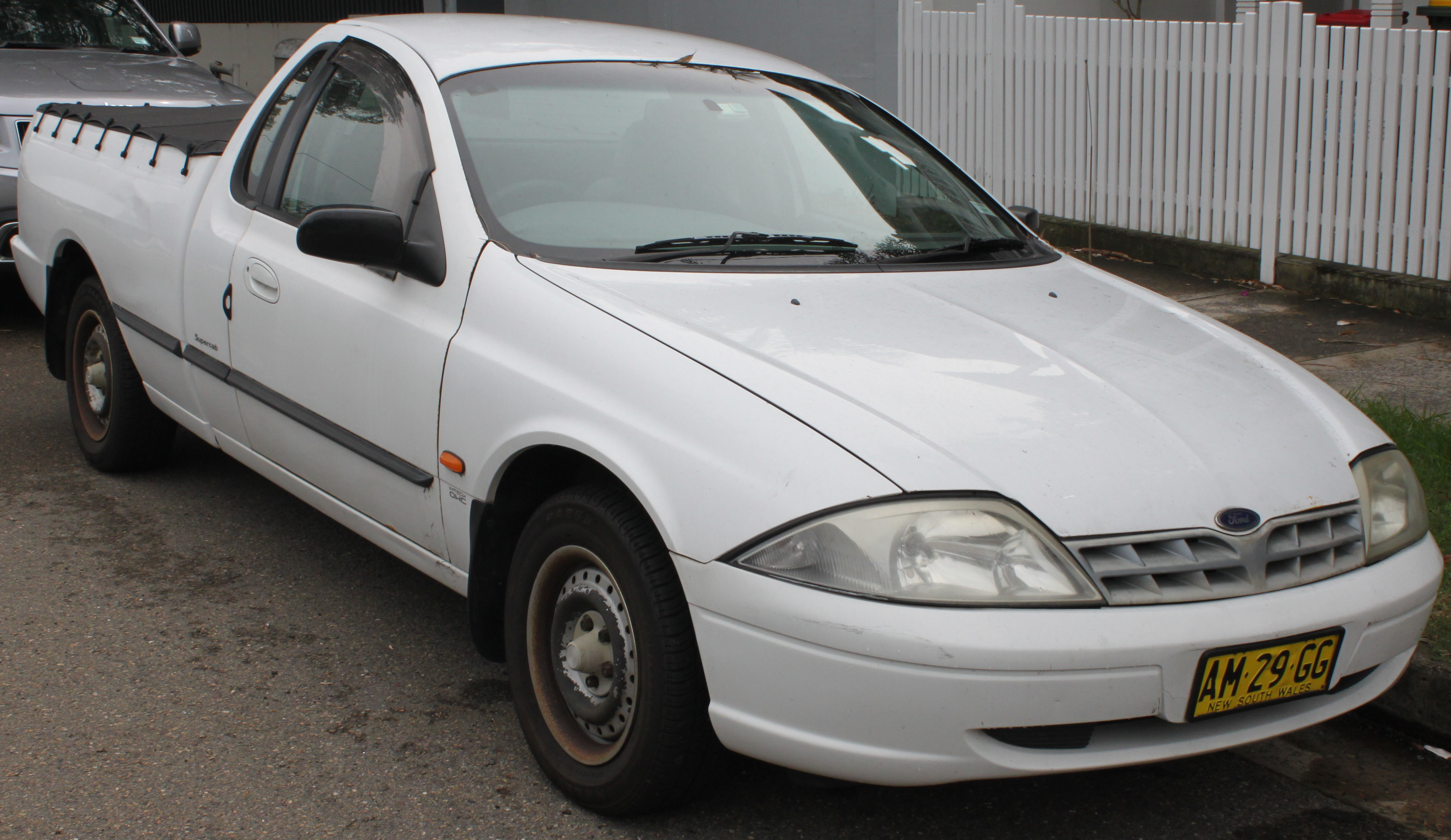
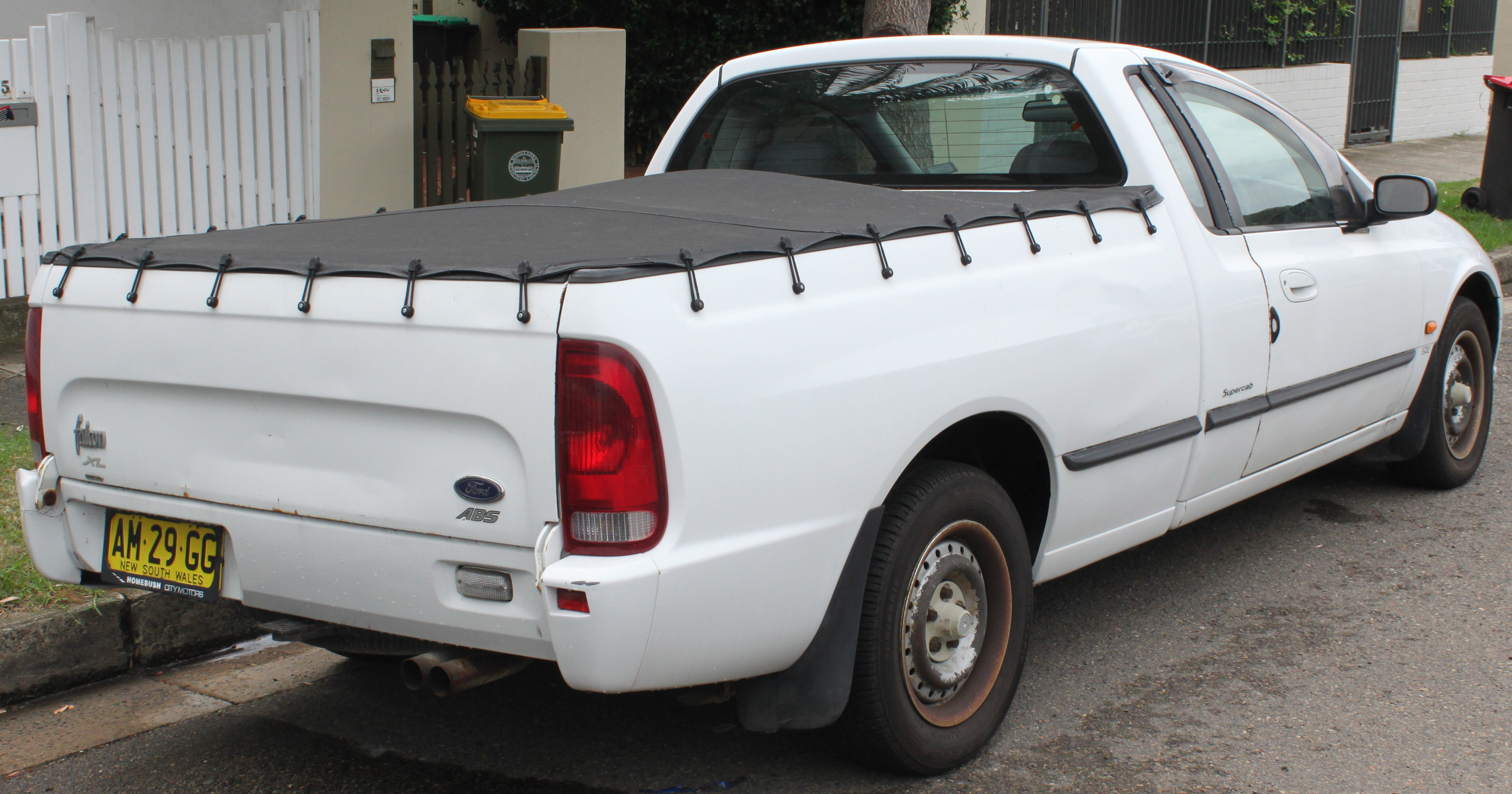